# Клоогаранна
Кло́огара́нна (эст. Kloogaranna) — деревня в волости Ляэне-Харью уезда Харьюмаа, Эстония. 
До административной реформы местных самоуправлений Эстонии 2017 года входила в состав волости Кейла.

## География и описание
Расположена на юго-восточном побережье залива Лахепере в сосновом лесу. Расстояние до Таллина — около 20 км, по шоссе — 37 км. Высота над уровнем моря — 11 м.
Климат умеренный. Официальный язык — эстонский. Почтовый индекс — 76708.

## Население
По данным переписи населения 2021 года, в Клоогаранна насчитывалось 259 жителей, из них 234 (91,4 %) — эстонцы.
По данным переписи населения 2011 года в  деревне проживали 213 человек, из них 204 (95,8 %) — эстонцы.
Численность населения деревни Клоогаранна:
| Год  | 1959 | 1970  | 1979  | 1989 | 1989  | 2000  | 2011  | 2017  | 2018  | 2019  | 2020  | 2021  |
| ---- | ---- | ----- | ----- | ---- | ----- | ----- | ----- | ----- | ----- | ----- | ----- | ----- |
| Чел. | 90   | ↗ 106 | ↗ 141 | ↘ 74 | ↗ 109 | ↗ 213 | ↘ 177 | ↗ 199 | ↗ 211 | ↗ 227 | ↘ 213 | ↗ 259 |

## История
Населённый пункт возник в XIX веке на территории деревни Туулна (Tuulna) как место летних дач. В переписи 1922 года записаны летние дома, в 1930-х годах — посёлок Клоога-Ранд (Klooga Rand); в материалах переписи населения 1970 года — поселение Клоога-Ранна (Klooga-Ranna asund); в 1977 году получило статус деревни.
В 1960 году от железнодорожной станции Клоога была построена железнодорожная линия до пляжа Клоога.

## Инфраструктура
В деревне есть двухкилометровый морской песчаный пляж Клоога (или Клоогаранд), много летних дач и баз отдыха.
Летом в деревне работает молодёжный лагерь — единственный государственный молодёжный лагерь в Эстонии. Он начал свою деятельность в 1999 году и представляет собой комплексный центр отдыха и учёбы, вмещающий до 300 человек. Спальных мест в домиках лагеря — 162. Есть возможность ночевать в палатках. В 2010 году был построен двухэтажный учебный корпус, который круглогодично предлагает помещения для проведения семинаров, учебных дней, «рабочих комнат» и т.п..

## Достопримечательности
Из природных достопримечательностей интересен водный каскад Треппоя на реке Треппоя, который течёт рядом с шоссе на протяжении сотни метров по напоминающему лестницу каменному руслу. На территории размером 2 метра  на 15 метров находится шесть уступов высотой до полутора метров.

## Программа защиты эстонской архитектуры 20-го столетия
По инициативе Министерства культуры Эстонии, Департамента охраны памятников старины, Эстонской академии художеств и Музея архитектуры Эстонии в период с 2008 по 2013 год в рамках «Программы защиты эстонской архитектуры 20-го столетия» была составлена база данных самых ценных архитектурных произведений Эстонии XX века. В ней содержится информация о зданиях и сооружениях, построенных в 1870—1991 годы, которые предложено рассматривать как часть архитектурного наследия Эстонии и исходя из этого или охранять на государственном уровне, или взять на учёт. В этой базе данных есть объекты, расположенные в деревне Клоогаранна:
- дача политика Фридриха Акеля, царское время, используется Молодёжным лагерем «Клоога», состояние хорошее[19];
- дом Каарманни, улица Мянни 3, царское время, используется, состояние удовлетворительное[20];
- неоготический павильон, хутор Кыбисте, царское время, используется, состояние хорошее[21];
- дача, 1910-е годы, используется Молодёжным лагерем «Клоога», состояние удовлетворительное[22];
- выходной домик, улица Лаэватее 10, времена Первой Эстонской республики, используется, состояние удовлетворительное[23];
- жилой дом, улица Мере 22, 1920-е годы, используется, состояние хорошее[24];
- дача, улица Мере 10, времена Первой Эстонской республики, используется, состояние хорошее[25];
- дача, улица Метсамая 1, времена Первой Эстонской республики, используется, состояние хорошее[26];
- дача, улица Оя 3, времена Первой Эстонской республики, используется как жилой дом, состояние хорошее[27];
- вилла Оксенберга, времена Первой Эстонской республики, используется, состояние хорошее[28];
- садовый домик, улица Калури 1, 1950-е годы, архитектор Николай Кузьмин, используется, состояние удовлетворительное[29];
- дача, представляющая элитарный стиль жизни в советское время, улица Ранна 4, 1970-е годы, используется, состояние хорошее[30];
- ансамбль, состоящий из трёх дач, улица Нымме 4, 6, 8, 1970-е годы, используется, состояние хорошее[31];
- пляжный центр «Клоогаранна», 1961-1963 годы, архитектор Отто Кеппе[эст.], используется, состояние плохое[32].

## Галерея

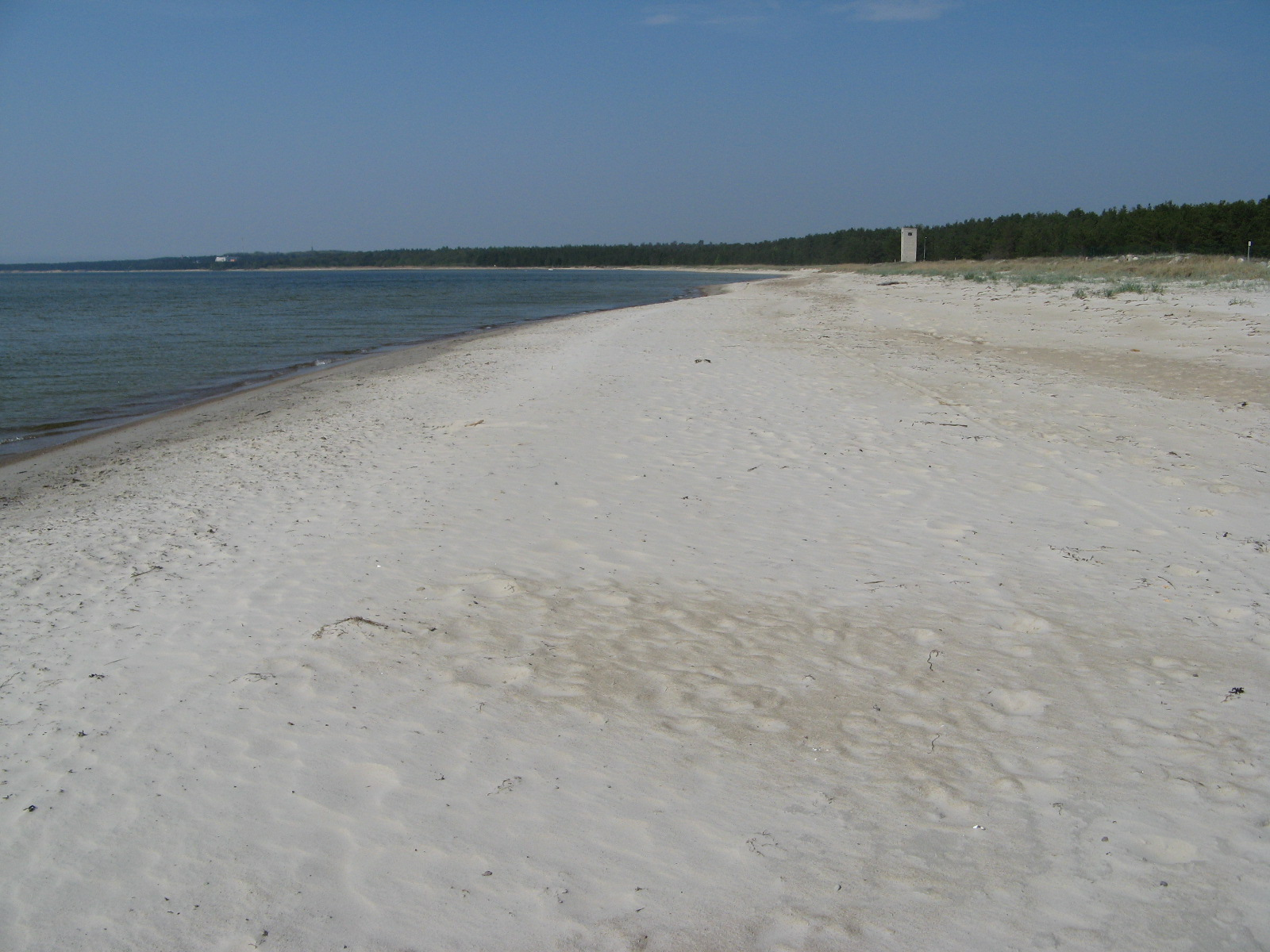
Пляж Клоога (Клоогаранд)
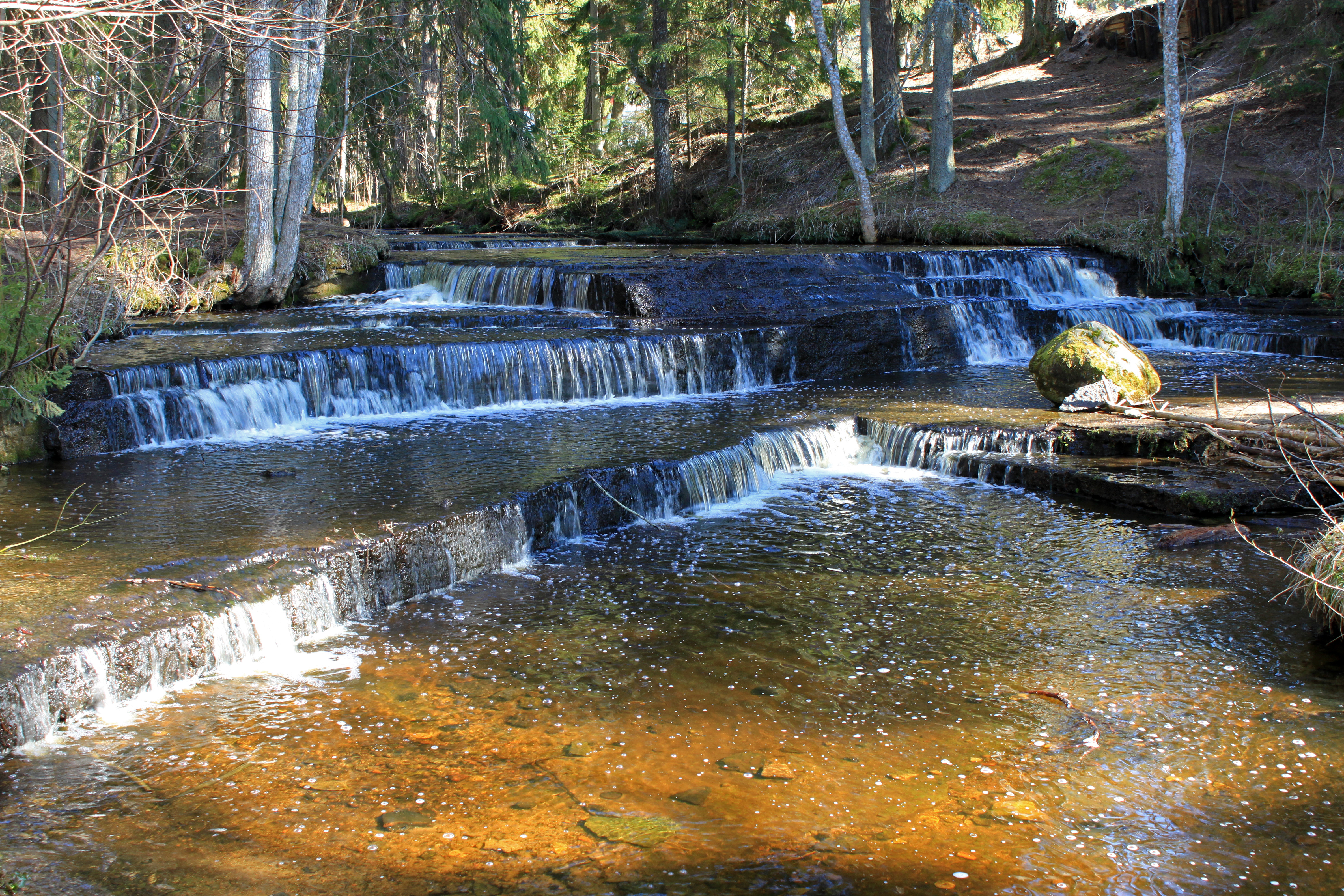
Каскад Треппоя
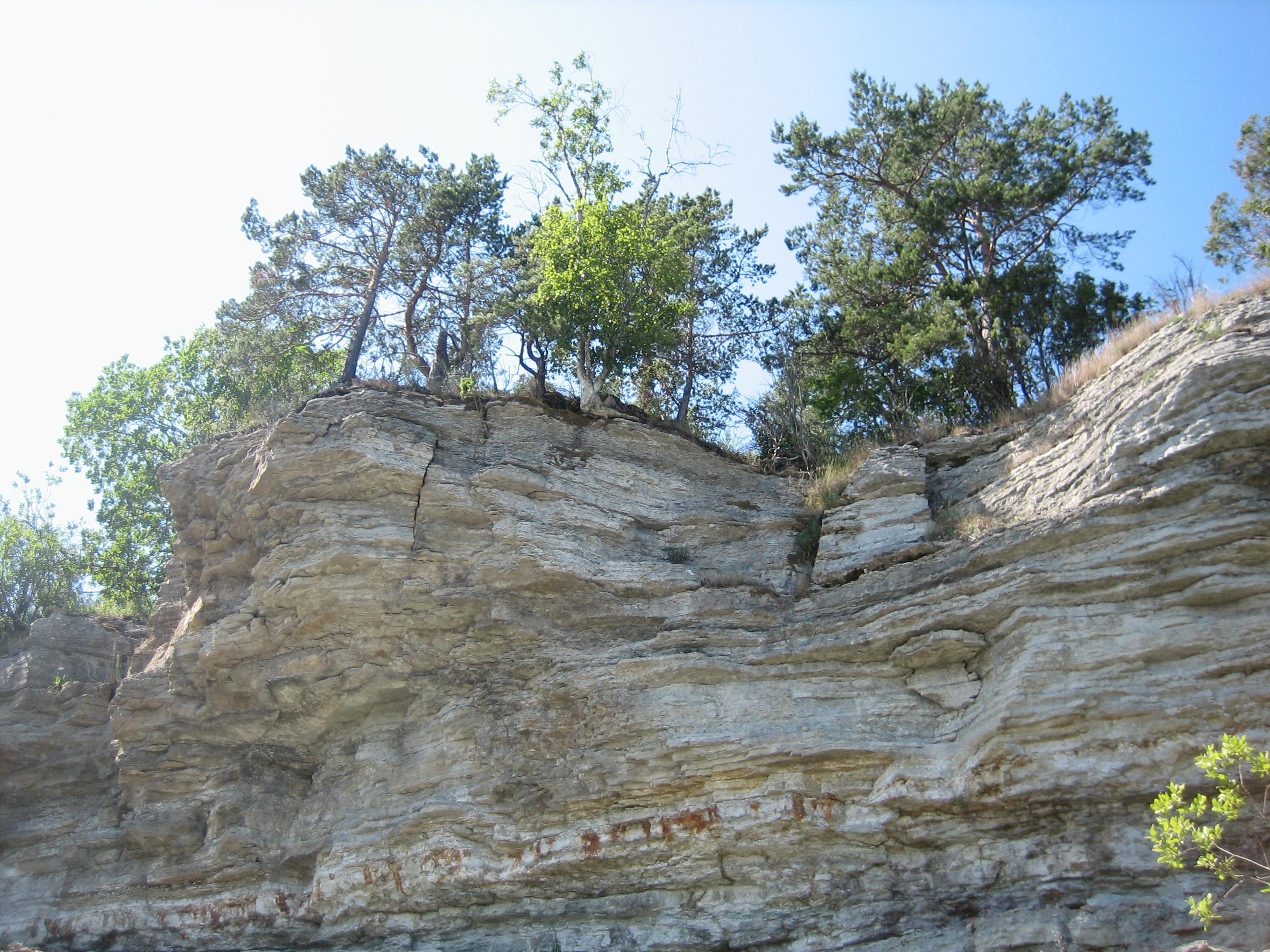
Обрыв Клоогаранна
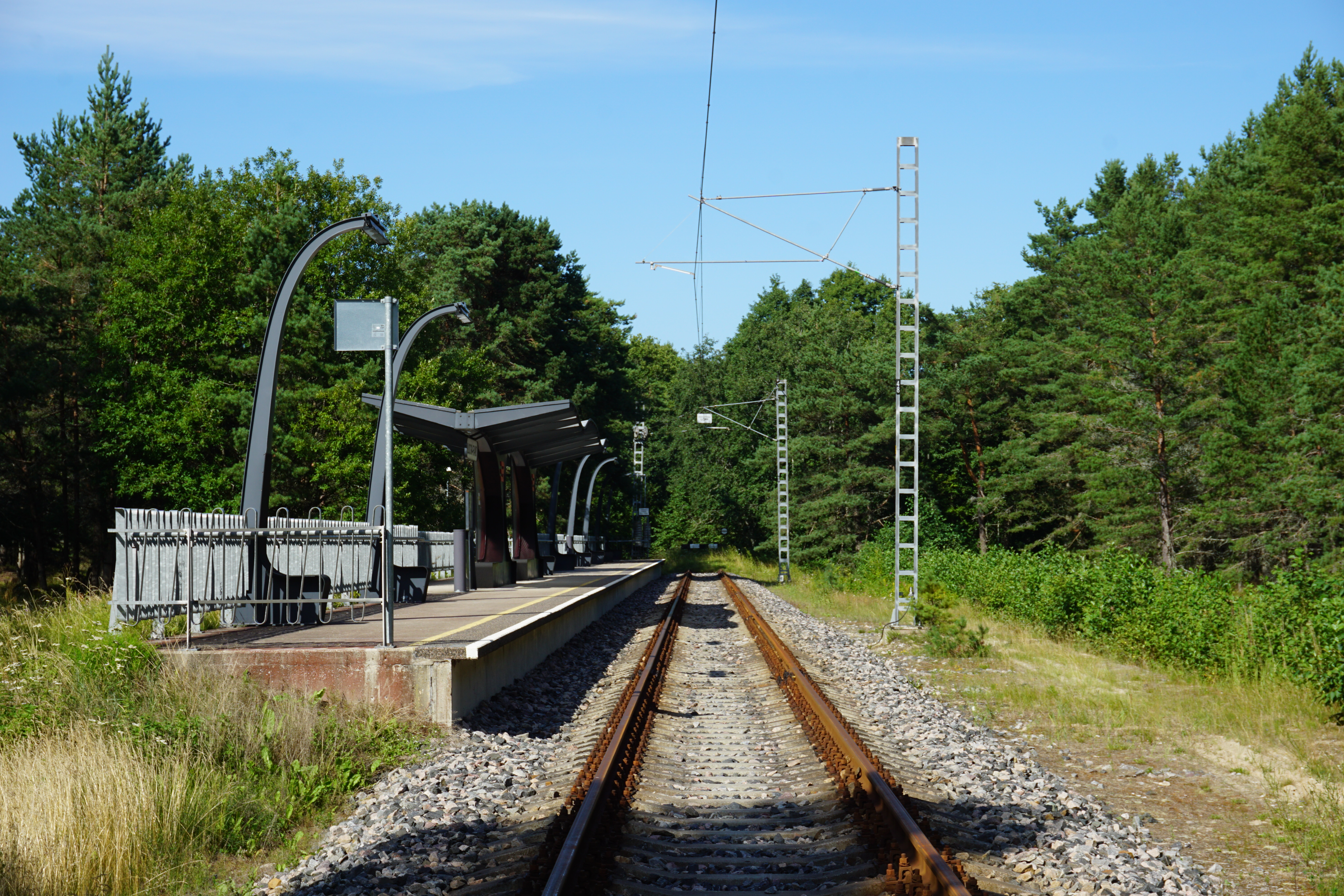
Железнодорожная платформа Клоогаранна

## Комментарии
1. ↑  Эстонские топонимы, оканчивающиеся на -а, не склоняются и не имеют женского рода (исключение — Нарва)[8].